# Баррера, Мелисса
Мелисса Баррера Мартинес (исп. Melissa Barrera Martínez; род. 4 июля 1990, Монтеррей, Нуэво-Леон, Мексика) — мексиканская актриса

 и певица. Её карьера началась с ролей в теленовеллах «Siempre tuya Acapulco» (2013), «Tanto amor» (2015) и в сериале «Клуб Ворон», выпущенном Netflix в 2017 году. Дальнейшее признание она получила благодаря главной роли в драматическом сериале «Vida» (2018—2020) производства сети Starz. Баррера заслужила похвалы, сыграв Ванессу в музыкально-драматическом фильме «На высоте мечты» (2021), на основе мюзикла Лина-Мануэля Миранды. Она также снялась в роли Сэм Карпентер в слэшере «Крик» (2022) и его продолжении — «Крике 6» (2023).

## Ранние годы
Баррера родилась и выросла в Монтеррее, Мексика. Изучала музыкальный театр в Школе искусств Тиш при Нью-Йоркском университете. Она ацтекского и испанского происхождения.

## Карьера

### Музыка
Посещала Американский школьный фонд Монтеррея, где появлялась в школьных музыкальных постановках, включая Бриолин, Аида и Footloose. Её телевизионный дебют состоялся в мексиканском реалити-шоу La Academia в 2011 году, где она продемонстрировала свой певческий талант. В 2013 году она была частью дуэта «Melissa y Sebastian», в составе которого записала свой первый альбом и попала в первую десятку радио-хитов с их дебютным синглом «Mamma Maria», кавером на песню Ricchi e Poveri 1980-х годов. В 2015 году записала заглавную песню «Volver a caer» вместе с мексиканским певцом Калимбой для своей теленовеллы Tanto amor.

### Актриса

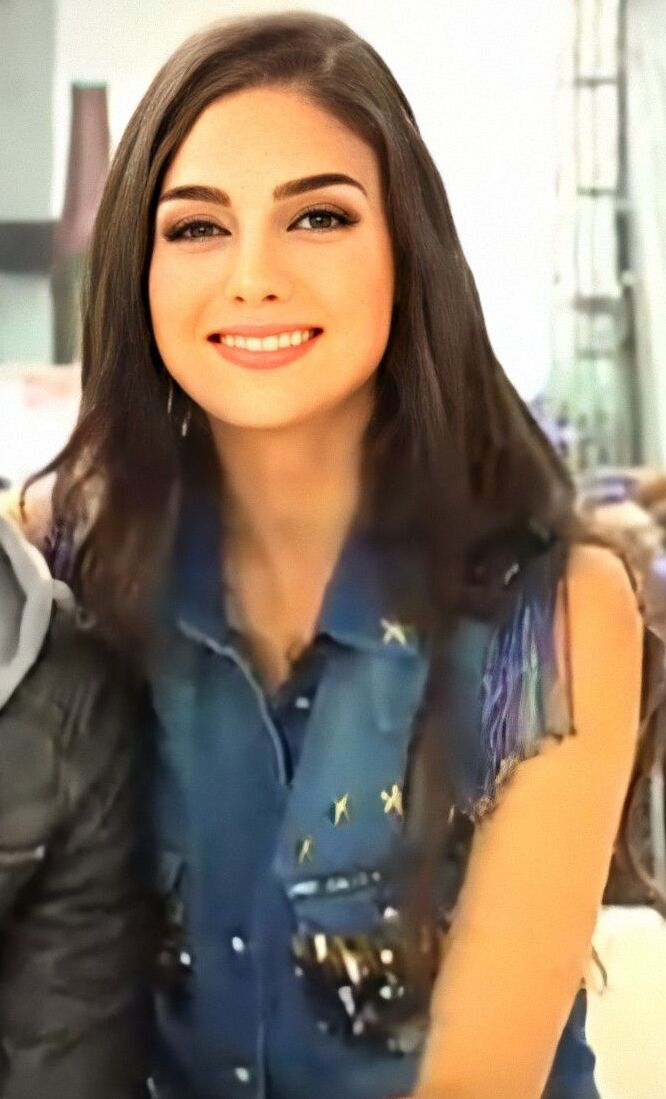
Баррера в 2013 году

В 2010 году, ещё учась в колледже (Нью-Йоркский университет), участвовала в фильме «L for Leisure». В 2012 году она участвовала в двух теленовеллах, La mujer de Judas и La otra cara del alma. В 2014 году она получила свою первую главную роль в теленовелле Siempre tuya Acapulco. В 2015 году она снялась в последней теленовелле производства TV Azteca, Tanto amor. Баррера получила главную роль Лин в драматическом сериале Starz «Вида» в 2018 году.
В августе 2020 года Баррера получила роль Сэм Карпентер в пятой части фильма «Крик», который поставили Мэтт Беттинелли-Олпин и Тайлер Джиллетт. Фильм вышел в прокат 14 января 2022 года.
В 2021 году Баррера снялась в роли Ванессы, начинающего модельера и любовного увлечения рассказчика Уснави, в музыкальном фильме Джона Чу «На высоте мечты», являющегося адаптацией одноимённого мюзикла Лин-Мануэля Миранды. Фильм получил широкое признание критиков, а Моника Кастильо из TheWrap высоко оценила выступление Барреры: «Оптимистичный гимн сальсы Ванессы „Это ненадолго“, пожалуй, является одним из наиболее недооцененных эпизодов: это впечатляющая демонстрация талантов Барреры. Это широкий спектр эмоций, которые можно передать в одном номере, и один из немногих моментов в мюзикле, которые можно воспеть».
В ноябре 2019 года Баррера получила главную роль в музыкальной экранизации мюзикла Фрэнка Уайлдхорна по новелле Проспера Мериме «Кармен». Фильм был поставлен французским хореографом и танцором Бенжаменом Мильпье.

## Личная жизнь
Баррера в феврале 2019 года вышла замуж за музыкального исполнителя Пако Зазуэту. Пара впервые встретилась на съемках La Academia в 2011 году и исполнила «Cuando Me Enamoro» Энрике Иглесиаса для четвёртого эпизода. Они начали встречаться в сентябре того же года. Пара объявила о своей помолвке через Instagram в июне 2017 года.

## Фильмография

### Кино

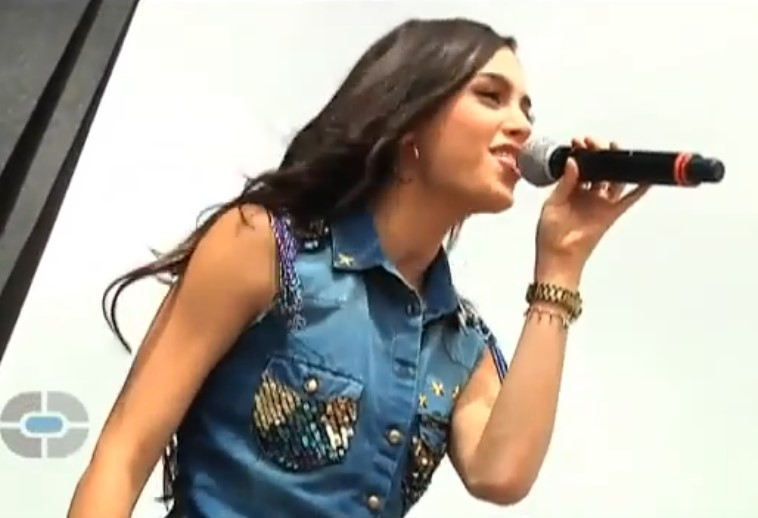
Баррера выступает в 2013 году

| Год  | Заголовок                               | Роль                    | Заметки      |        |
| ---- | --------------------------------------- | ----------------------- | ------------ | ------ |
| 2014 | L для отдыха                            | Кеннеди                 |              |        |
| 2016 | Руководство по принципам для президента | Бриза Каррейро          |              |        |
| 2016 | Эль Отель                               | Карина                  |              |        |
| 2018 | Сакудете лас пеньяс                     | Луиза Мартин Дель Кампо |              |        |
| 2018 | Дос Весес Ту                            | Даниэла Коэн            |              |        |
| 2021 | На высоте мечты                         | Ванесса                 |              |        |
| 2022 | Крик                                    | Саманта «Сэм» Карпентер |              |        |
| 2022 | Кармен                                  | Кармен                  |              |        |
| 2022 | Постельный режим                        | Джули Риверс            |              | [ 22 ] |
| 2023 | Крик 6                                  | Саманта «Сэм» Карпентер |              | [ 23 ] |
| 2024 | Эбигейл                                 | Джоуи                   |              |        |
| 2024 | Мой сосед — монстр                      | Лаура Франко            |              |        |
|      | Сотрудничество                          | Майя                    | постпродакшн |        |

### Телевидение
| Год       | Заголовок               | Роль                 | Заметки                            |                      |
| --------- | ----------------------- | -------------------- | ---------------------------------- | -------------------- |
| 2011      | Ла Академия             | Саму себя            | 14 серий                           |                      |
| 2012      | Жена Иуды               | Зуламита             | Повторяющаяся роль                 |                      |
| 2012—2013 | Ла отра кара дель альма | Мариана Дюран        | Повторяющаяся роль                 |                      |
| 2014      | Siempre tuya Акапулько  | Ольвидо Перес        | Главная роль; 124 серии            |                      |
| 2015      | Танто любви             | Миа Гонсалес         | Главная роль; 119 серий            |                      |
| 2016—2017 | Персегидос              | Лилиана Ринкон       | 11 серий                           |                      |
| 2017      | Клуб Ворон              | Изабель Канту        | 8 серий                            |                      |
| 2018—2020 | Жизнь                   | Линда «Лин» Эрнандес | Главная роль; 22 эпизода           |                      |
| 2020      | Действовать ради дела   | Элизабет Беннет      | Эпизод: «Гордость и предубеждение» |                      |
| 2022      | Продолжай дышать        | Оливия «Лив» Ривера  | Главная роль                       | [ 24 ] [ 25 ] [ 26 ] |
|           | Копенгаген              | Мишель               | Главная роль                       |                      |

### Видеоклипы
| Год  | Название   | Исполнитель  |
| ---- | ---------- | ------------ |
| 2021 | «Say Less» | Энтони Рамос |

## Награды и номинации
| Награда                       | Год  | Номинированная работа | Номинация                                            | Результат |        |
| ----------------------------- | ---- | --------------------- | ---------------------------------------------------- | --------- | ------ |
| Imagen Awards                 | 2021 | Vida                  | Best Actress — Television (Comedy)                   | Номинация | [ 27 ] |
| Hollywood Critics Association | 2021 | На высоте мечты       | Best Actress                                         | Номинация | [ 28 ] |
| Satellite Awards              | 2022 | На высоте мечты       | Best Actress in a Motion Picture — Comedy or Musical | Номинация | [ 29 ] |